# Petrozsényi Nagy Pál
Petrozsényi Nagy Pál, születési nevén Nagy Pál (Kolozsvár, 1942. január 14. – Kecskemét, 2023. augusztus 29.) magyar tanár, író, novellista.

## Életútja
A második világháború közepe táján született egy kolozsvári szülőotthonban. Apja református lelkész, édesanyja tanítónő Kajántón. Az apa halála után egy Hunyad megyei bányászvárosba (Petrozsényba) költöztek. Itt élt, és járta ki iskoláit 1945 és 1962 között. Sorsmeghatározó élményei: nagymamája nyárspolgári nevelése, egy román lány, Sârbu Lucia Margareta iránt érzett, évtizedekig tartó „szerelme”, végül, de nem utolsósorban a városka református lelkészének, Makkai Endrének az istápolása. Bár rosszul tanult, a családi elvárásoknak megfelelően tanulmányait 1962-ben a marosvásárhelyi Pedagógiai Főiskolán, román–magyar szakon folytatta. 
Első munkahelye Doh (Szilágy megye), később Nagyváradra került és megnősült. Itt végezte el a Népi Művészeti Iskola rendezői szakját, ezzel párhuzamosan beiratkozott az Ady Endre Irodalmi Körbe, és a cikkek mellett megpróbálkozott a novellaírással is. Ez utóbbival sajnos sikertelenül, így ismételten belátta, hogy a szocialista eszmékkel csöppet sem rokonszenvező írásai már eleve papírkosárra vannak ítélve. Tanári munkanélküliség[forrás?] lévén sokszor állás nélkül tengődött, de zsákutcába jutott a magánélete is, emiatt elvált, és Magyarországra költözött. Ettől kezdve rendszeresen ír, többnyire a Hét torony, Hetedhéthatár, Holdkatlan, Káfé Főnix, Búvópatak, Új Nautilus, Ezredvég, Partium, Napút Online lapokba. 
Harmadik felesége, Oszlányi Judit mindenben támogatta. Halála után az író teljesen magára maradt. Szülei, testvérei már azelőtt elhaltak, rokonait pedig nem is ismerte.  2022 óta a Magyar Nemzeti Írószövetség tagja.

## Művei
- Petrozsényi Pál néven: Cirkusz (Felelős kiadó: Nagy Pál, Kecskemét, 1992)
- Nagy Pál néven: Az én német nyelvtankönyvem (Novum Verlag, Sopron, 2008)
- Petrozsényi Nagy Pál néven: Túrós puliszka (Ad Librum, Budapest, 2009)
- Életképek (Ad Librum, Budapest, 2010),
- Cirkusz (2. javított kiadás; Holnap Magazin, Miskolc, 2011)
- Egy tiszta lelkű ember (MEK, Budapest, 2011)
- Smekkerek (Terefere, történetek, színház; MEK, Budapest, 2013)
- Én, Petrozsényi Nagy Pál (Önéletrajzi dokumentumregény; MEK, Budapest 2014)
- A zene hullámhosszán (MEK, Budapest, 2016)
- A 3. Antikrisztus (MEK, Budapest 2017)
- Allah akbar! (MEK, Budapest, 2020)

## Díjak
Cédrus-nívódíj dráma kategóriában (2019)